# Leszczyny (powiat kielecki)
Leszczyny – wieś w Polsce położona w województwie świętokrzyskim, w powiecie kieleckim, w gminie Górno.
| SIMC    | Nazwa    | Rodzaj     |
| ------- | -------- | ---------- |
| 0239184 | Kopcówka | przysiółek |
| 0239190 | Skała    | przysiółek |

W latach 1975–1998 miejscowość administracyjnie należała do województwa kieleckiego.

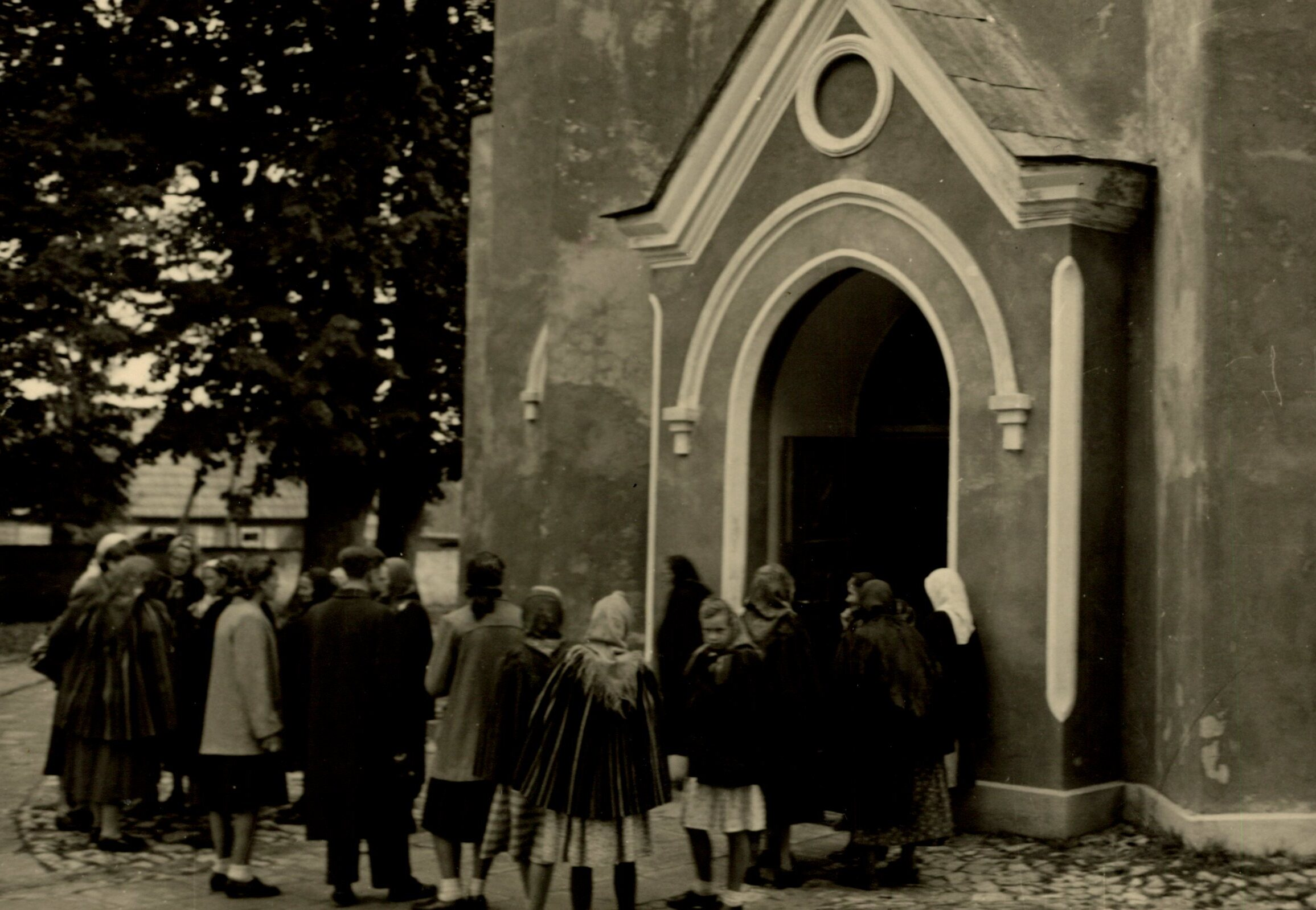
Grupa osób przy wejściu do kościoła, przed 1939

Miejscowość stanowi dawną własność biskupów krakowskich, w 1610 r. wybudowano tu murowany kościół, gruntownie odnowiony na początku XX w.
W 1728 r. fundusze kościelne zostały włączone do kolegiaty kieleckiej. Sto lat później dobra te stały się osobną parafią. Parafia należy do dekanatu kieleckiego.
W 1827 r. istniały dwie części Leszczyn – Leszczyny duchowne i Leszczyny rządowo-górnicze. Obie należały do ekonomii rządowej Kielce.

## Zabytki
- Późnorenesansowy kościół pw. św. Jacka, wybudowany w 1610 r., ufundowany przez biskupa krakowskiego Piotra Tylickiego. Częściowo zniszczony w pożarze z 1896 r. został odbudowany w 1897. Ołtarze kościoła pochodzą z XIX w. Na ołtarzu głównym umieszczony jest barokowy krucyfiks z XVII w. W jednym z bocznych ołtarzy znajduje się obraz św. Jacka z XVIII w.

Kościół został wpisany do rejestru zabytków nieruchomych (nr rej.: A.317 z 25.07.1966).
- Cmentarz parafialny z 1846 r. (nr rej.: A.318 z 12.05.1992)[7].
- Cmentarz parafialny „stary” z początku XIX w. (nr rej.: A.319 z 12.05.1992)[7].

Na miejscowym cmentarzu pochowani są Józefa z Katerlów i Wincenty Żeromscy – rodzice Stefana Żeromskiego. Poświęcone im epitafium znajduje się w kruchcie kościoła. Na cmentarzu znajduje się również grób Salomei Skłodowskiej z Sagtyńskich (zm. 21 lutego 1882 w wieku lat 80), matki Władysława Skłodowskiego i babki Marii Skłodowskiej-Curie.

## Turystyka
Przez wieś przechodzą:
- – czerwony szlak rowerowy z Cedzyny do Nowej Słupi,
- – niebieska ścieżka rowerowa z Ciekot do Woli Kopcowej.

## Galeria zdjęć

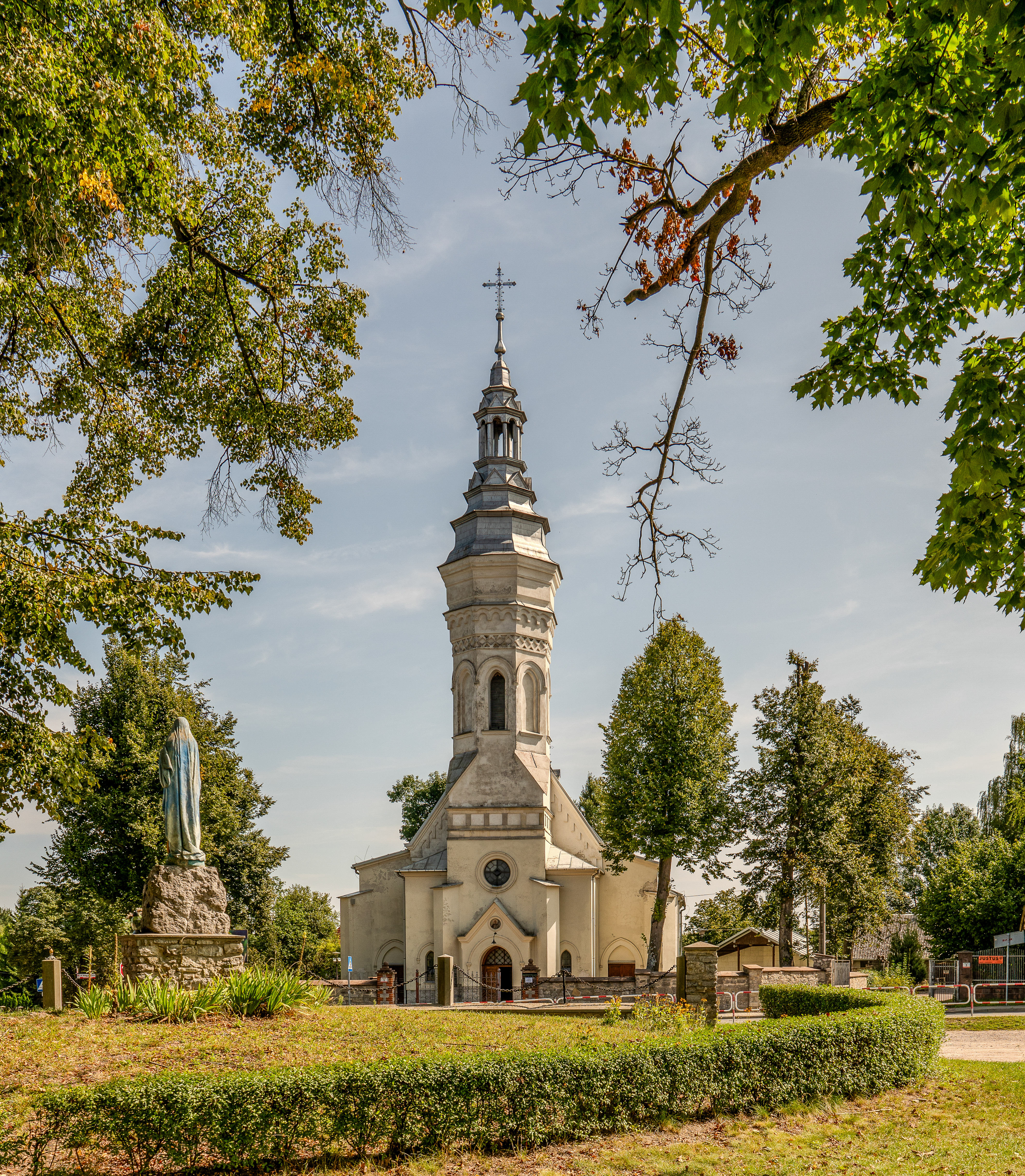
Kościół z 1610 r.
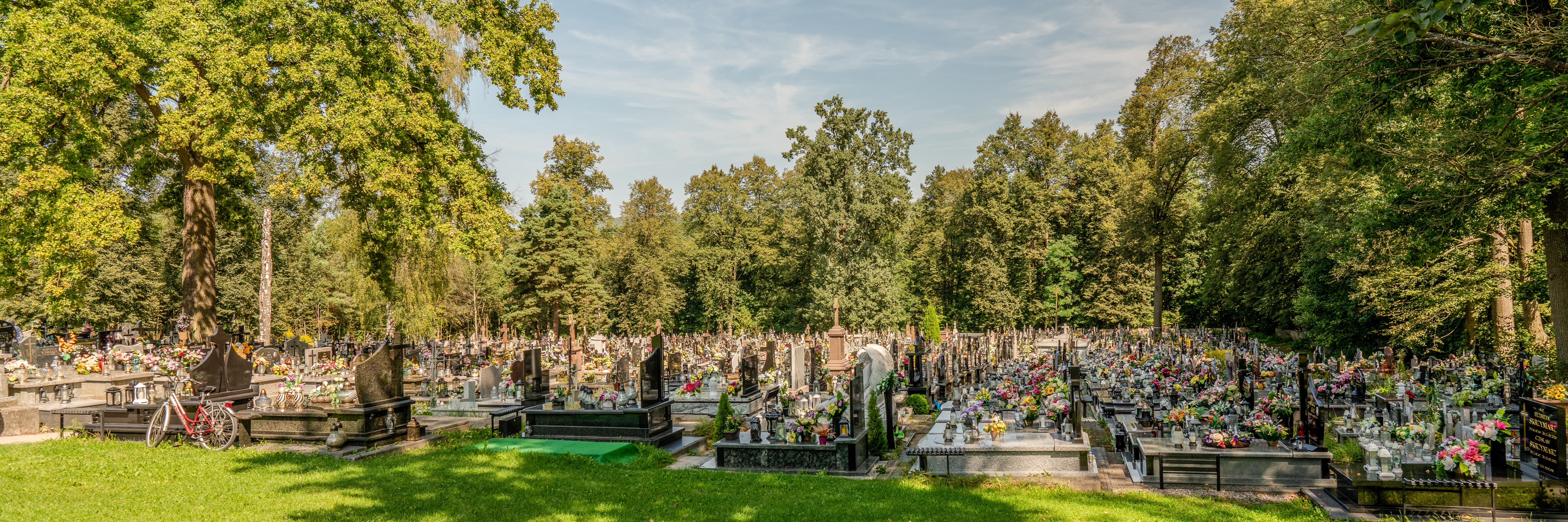
Cmentarz stary
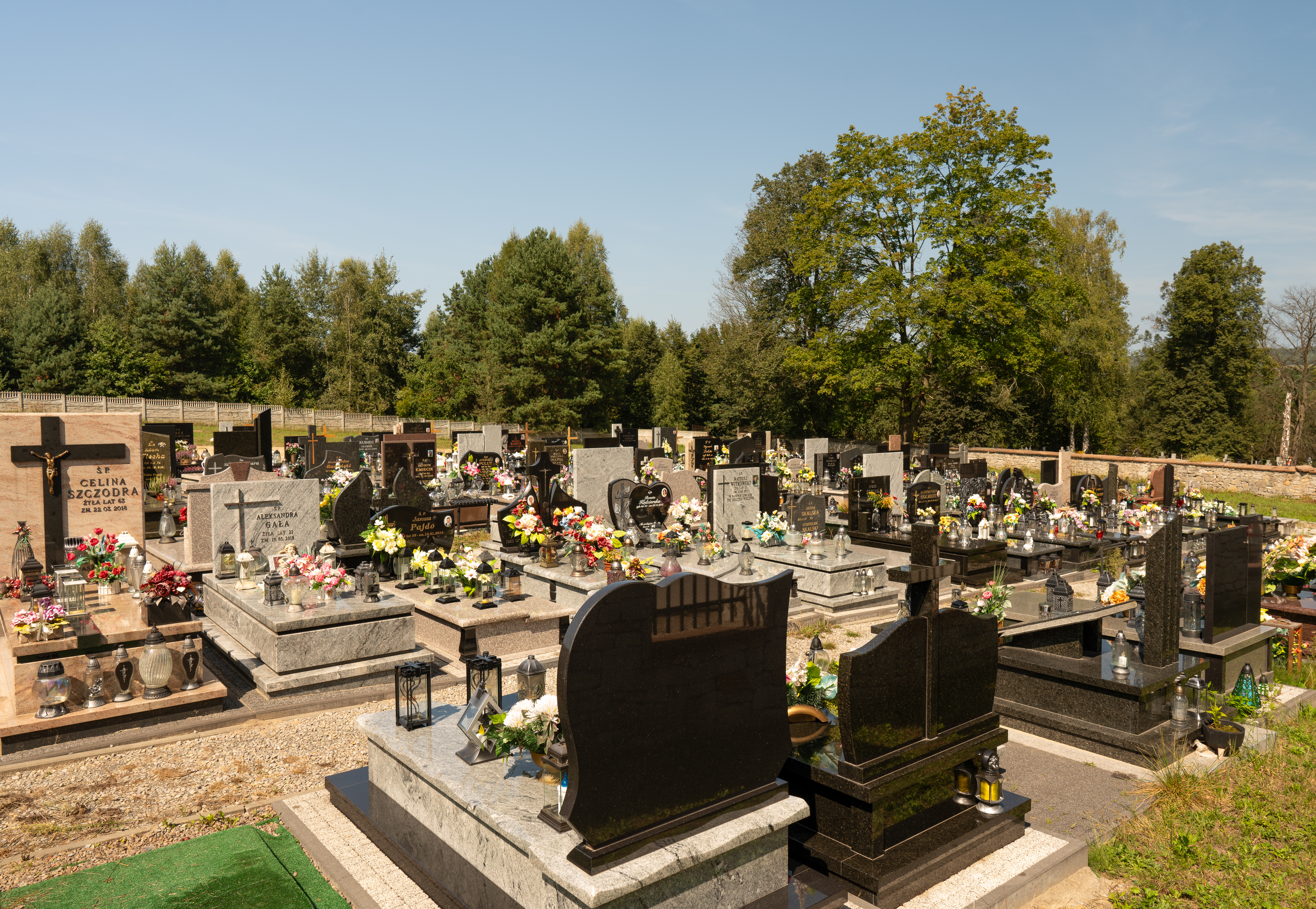
Cmentarz nowy